# ピアース・ジョンソン
ピアース・ウィリアム・ジョンソン（Pierce William Johnson, 1991年5月10日 - ）は、アメリカ合衆国コロラド州デンバー出身のプロ野球選手（投手）。右投右打。MLBのアトランタ・ブレーブス所属。愛称は「PJ」。

## 経歴

### プロ入り前
2009年のMLBドラフト15巡目（全体469位）でタンパベイ・レイズから指名されるが、契約せずにミズーリ州立大学へ進学した。

### プロ入りとカブス時代
2012年のMLBドラフト1巡目追補（全体43位）でシカゴ・カブスから指名され、6月19日に契約。契約後、傘下のルーキー級アリゾナリーグ・カブスで2試合に登板後、A-級ボイシ・ホークスへ昇格。4試合に登板して防御率4.50だった。
2013年はA級ケーンカウンティ・クーガーズで10試合に登板後、6月にA+級デイトナ・カブスへ昇格、10試合に登板し、6勝1敗、防御率2.22。2014年はA級ケーンカウンティとAA級テネシー・スモーキーズでプレー、AA級では18試合に登板し、5勝4敗、防御率2.55を記録した。
2015年はAA級テネシーで16試合に登板し、6勝2敗、防御率2.08で、11月20日にカブスとメジャー契約を結んだ。2016年はAAA級アイオワ・カブスで22試合に登板し、4勝6敗、防御率6.14だった。
2017年はAAA級アイオワで開幕を迎え、5月17日にメジャーへ昇格、5月19日のミルウォーキー・ブルワーズ戦でメジャーデビュー。1点ビハインドの6回表から登板し、1回を投げ2安打2失点（自責点0）1四球2奪三振だった。5月20日にAAA級アイオワへ降格。AAA級アイオワでは43試合（1先発）の登板で3勝2敗、防御率4.31だった。9月13日にDFAとなった。

### サンフランシスコ・ジャイアンツ時代
2017年9月20日にウェイバー公示を経てサンフランシスコ・ジャイアンツへ移籍した。
2018年3月29日にメジャーへ昇格し、開幕ロースター入りした。5月下旬から救援失敗が続き、6月5日に傘下のAAA級サクラメント・リバーキャッツへ降格。6月15日にメジャーへ再昇格し、同日のロサンゼルス・ドジャース戦では2回を1安打無失点も、6月16日にブランドン・ベルトが故障者リストから復帰したため、再びAAA級サクラメントへ降格した。6月19日に再昇格し、7月4日にAAA級サクラメントへ降格。8月4日に再昇格し、8月10日のピッツバーグ・パイレーツ戦で0.1回で2安打（1本塁打）2失点1四球、8月14日にAAA級サクラメントへ降格。9月3日にメジャーに再昇格した。このシーズンはメジャー37試合の登板で、3勝2敗、防御率5.56を記録。シーズン終了後にFAとなった。

### 阪神時代
2018年12月8日に、NPBの阪神タイガースへの入団が発表された。セットアッパーとしての起用を見込んだ単年契約で、背番号は「52」。
2019年はオープン戦で登板した7試合をすべて無失点に抑えると、3月29日に東京ヤクルトスワローズとの開幕戦（京セラドーム大阪）に救援で公式戦初登板。この試合から5月8日の同カード（明治神宮野球場）まで16登板試合連続で無失点に抑えたことから、球団の外国人投手による開幕からの一軍公式戦連続試合無失点記録を更新した。さらに、5月21日の対ヤクルト戦から7月6日の対広島東洋カープ戦（いずれも阪神甲子園球場）まで、セ・リーグ歴代3位タイ記録の12登板試合連続ホールドを記録。6月にコンディション不良で1か月近く出場選手登録を抹消されたものの、同月30日の対中日ドラゴンズ戦（バンテリンドーム ナゴヤ）で復帰後初登板を果たしたところ、20個目のホールドを記録した。阪神の外国人投手が来日1年目に公式戦でシーズン20ホールドを達成した事例は、ジョンソンが初めてである。このような前半戦の活躍を背景に、オールスターゲームでセ・リーグ中継ぎ部門のファン投票1位で選出。阪神の本拠地である甲子園球場での第2戦（7月13日）の8回表に迎えた初登板で、1イニングを無失点に抑えた。後半戦も安定した投球で、チームのクライマックスシリーズ（CS）進出に大きく貢献。レギュラーシーズン全体では、58試合の登板で2勝3敗ながら、リーグ2位の40ホールド、防御率1.38という好成績を残した。しかし、アメリカで生活する妻が第一子の出産を控えていたことから、横浜DeNAベイスターズとのCSファーストステージ（横浜スタジアム）期間中に一時帰国。妻の長男出産に立ち会ったうえで、読売ジャイアンツ（巨人）とのファイナルステージ期間中に再び来日したものの、コンディションが整わずにベンチ入りを果たせないままチームは日本シリーズへの進出を逃した。日本シリーズの終了後は、「翌2020年もNPBでプレーを続けられるのであれば阪神への残留を優先したい」との意思を示していたが、代理人を通じた球団との残留交渉が難航。NPBに対する翌2020年の契約保留者名簿の提出期限（11月30日）までに合意へ至らなかったため、球団では保留者名簿からジョンソンを除外する措置を講じた。その結果、12月2日付でNPBから自由契約選手として公示。公示後も残留交渉が進展しなかったため、球団では外国人投手の補強と並行しながら、同月18日に交渉を打ち切ることを表明した。

### パドレス時代
2019年12月23日にサンディエゴ・パドレスと2年総額500万ドルで契約したことが発表された。背番号は「36」で、オプションとして2022年シーズンの選択権を球団側が所持し、バイアウトの際には100万ドル支払われる。年俸は2シーズン共に200万ドルで、バイアウトを含め500万ドルとなる。
2020年は2年ぶりにMLBに復帰。
2022年オフの11月6日にFAとなった。

### ロッキーズ時代
2022年12月14日にコロラド・ロッキーズと500万ドルの1年契約を結んだ。
2023年シーズン当初はクローザーとして起用されたが、26試合で防御率7.50と不振を極め、6月9日にクローザーの役割を外された。

### ブレーブス時代
2023年7月24日にビクター・ボドニック、タナー・ゴードンとのトレードで、アトランタ・ブレーブスへ移籍した。移籍後は24試合で防御率0.76と好投し、レギュラーシーズン終了後の10月25日にブレーブスと2年総額1425万ドルの延長契約を結んだ。

## 選手としての特徴・人物
188cmの長身から投げ下ろす最速97.4mph(約156.8km/h)のストレートと、独特の軌道を描くパワーカーブなど、3種類のカーブを投げ分けられることが強み。パワーカーブについては当時NPBではほぼ未知の球種とも言われていた(投球直後に浮き上がらず、速く、直球のような軌道から急激にブレーキがかかり大きく落ちる)。カーブ以外にも、シュート、スライダー、シンカー、カットボールなどの変化球を操る。
三振を奪う能力が高く、マイナーリーグ時代には、2016年から3年連続で奪三振率が10.00を上回ったほか、通算奪三振率9.40を記録している。特に、中継ぎの一角に定着した2017年には43試合に登板。通算の投球イニングは54回1/3で、74奪三振、奪三振率12.26を記録した。
MLBの公式戦にはオール救援で38試合に登板したが、マイナーリーグでは2016年まで先発登板も経験していた。阪神時代の公式戦では、セットアッパーとして主に8回の1イニングを任される一方で、試合展開に応じて複数イニングを投げることもあった。
阪神へ選手として在籍した経験を持つ人物と、阪神への入団前から縁が深い。AAAアイオワ時代のチームメイトにマット・マートンがいたことや、ライアン・ボーグルソンと親交があることから、阪神への移籍に際しては両者から日本球界についてのアドバイスを受けていた。また、阪神でチームメイトだった福留孝介はカブスの先輩的存在にあたることもあり、カブス時代から「レジェンド」として慕っている。

## 詳細情報

### 年度別投手成績
| 年 度    | 球 団    | 登 板 | 先 発 | 完 投 | 完 封 | 無 四 球 | 勝 利 | 敗 戦 | セ 丨 ブ | ホ 丨 ル ド | 勝 率 | 打 者 | 投 球 回 | 被 安 打 | 被 本 塁 打 | 与 四 球 | 敬 遠 | 与 死 球 | 奪 三 振 | 暴 投 | ボ 丨 ク | 失 点 | 自 責 点 | 防 御 率 | W H I P |
| -------- | -------- | ----- | ----- | ----- | ----- | -------- | ----- | ----- | -------- | ----------- | ----- | ----- | -------- | -------- | ----------- | -------- | ----- | -------- | -------- | ----- | -------- | ----- | -------- | -------- | ------- |
| 2017     | CHC      | 1     | 0     | 0     | 0     | 0        | 0     | 0     | 0        | 0           | ----  | 7     | 1.0      | 2        | 0           | 1        | 0     | 0        | 2        | 0     | 0        | 2     | 0        | 0.00     | 3.00    |
| 2018     | SF       | 37    | 0     | 0     | 0     | 0        | 3     | 2     | 0        | 1           | .600  | 186   | 43.2     | 38       | 5           | 22       | 1     | 0        | 36       | 1     | 0        | 27    | 27       | 5.56     | 1.37    |
| 2019     | 阪神     | 58    | 0     | 0     | 0     | 0        | 2     | 3     | 0        | 40          | .400  | 224   | 58.2     | 34       | 2           | 13       | -     | 1        | 91       | 4     | 0        | 12    | 9        | 1.38     | 0.80    |
| 2020     | SD       | 24    | 0     | 0     | 0     | 0        | 3     | 1     | 0        | 1           | .750  | 80    | 20.0     | 15       | 2           | 9        | 0     | 0        | 27       | 1     | 1        | 7     | 6        | 2.70     | 1.20    |
| 2021     | SD       | 63    | 2     | 0     | 0     | 0        | 3     | 4     | 0        | 12          | .429  | 244   | 58.2     | 47       | 6           | 27       | 0     | 1        | 77       | 6     | 0        | 21    | 21       | 3.22     | 1.26    |
| 2022     | SD       | 15    | 0     | 0     | 0     | 0        | 1     | 2     | 0        | 6           | .333  | 64    | 14.1     | 14       | 1           | 8        | 0     | 0        | 21       | 1     | 0        | 8     | 8        | 5.02     | 1.53    |
| 2023     | COL      | 43    | 0     | 0     | 0     | 0        | 1     | 5     | 13       | 4           | .167  | 188   | 39.0     | 47       | 7           | 25       | 1     | 0        | 58       | 3     | 0        | 28    | 26       | 6.00     | 1.85    |
| 2023     | ATL      | 24    | 0     | 0     | 0     | 0        | 1     | 1     | 0        | 8           | .500  | 89    | 23.2     | 16       | 3           | 5        | 0     | 0        | 32       | 1     | 0        | 6     | 2        | 0.76     | 0.89    |
| '23計    | ATL      | 67    | 0     | 0     | 0     | 0        | 2     | 6     | 13       | 12          | .250  | 277   | 62.2     | 63       | 10          | 30       | 1     | 0        | 90       | 4     | 0        | 34    | 28       | 4.02     | 1.48    |
| 2024     | ATL      | 58    | 0     | 0     | 0     | 0        | 6     | 6     | 2        | 12          | .500  | 236   | 56.1     | 48       | 6           | 25       | 1     | 2        | 67       | 2     | 0        | 25    | 23       | 3.67     | 1.30    |
| MLB：7年 | MLB：7年 | 265   | 2     | 0     | 0     | 0        | 18    | 21    | 15       | 44          | .462  | 858   | 256.2    | 227      | 30          | 122      | 6     | 3        | 320      | 15    | 1        | 124   | 113      | 3.96     | 1.36    |
| NPB：1年 | NPB：1年 | 58    | 0     | 0     | 0     | 0        | 2     | 3     | 0        | 40          | .400  | 224   | 58.2     | 34       | 2           | 13       | -     | 1        | 91       | 4     | 0        | 12    | 9        | 1.38     | 0.80    |

- 2024年度シーズン終了時

### 年度別守備成績
| 年 度 | 球 団 | 投手（P） | 投手（P） | 投手（P） | 投手（P） | 投手（P） | 投手（P） |
| 年 度 | 球 団 | 試 合     | 刺 殺     | 補 殺     | 失 策     | 併 殺     | 守 備 率  |
| ----- | ----- | --------- | --------- | --------- | --------- | --------- | --------- |
| 2017  | CHC   | 1         | 0         | 0         | 0         | 0         | ----      |
| 2018  | SF    | 37        | 1         | 5         | 1         | 0         | .857      |
| 2019  | 阪神  | 58        | 0         | 5         | 1         | 0         | .833      |
| 2020  | SD    | 24        | 0         | 2         | 0         | 0         | 1.000     |
| 2021  | SD    | 63        | 2         | 4         | 0         | 1         | 1.000     |
| 2022  | SD    | 15        | 1         | 1         | 0         | 0         | 1.000     |
| 2023  | COL   | 43        | 3         | 0         | 0         | 0         | 1.000     |
| 2023  | ATL   | 24        | 2         | 2         | 0         | 0         | 1.000     |
| '23計 | ATL   | 67        | 5         | 2         | 0         | 0         | 1.000     |
| 2024  | ATL   | 58        | 2         | 9         | 0         | 1         | 1.000     |
| MLB   | MLB   | 265       | 11        | 23        | 1         | 2         | .971      |
| NPB   | NPB   | 58        | 0         | 5         | 1         | 0         | .833      |

- 2024年度シーズン終了時

### 記録
NPB投手記録
- 初登板・初ホールド：2019年3月29日、対東京ヤクルトスワローズ1回戦（京セラドーム大阪）、8回表に2番手で救援登板、1回無失点
- 初奪三振：2019年3月30日、対東京ヤクルトスワローズ2回戦（京セラドーム大阪）、8回表に宮本丈から空振り三振
- 初勝利：2019年4月25日、対横浜DeNAベイスターズ6回戦（横浜スタジアム）、8回裏に4番手で救援登板、1回無失点

その他のNPBの記録
- オールスターゲーム出場：1回 （2019年）

### 背番号
- 48（2017年）
- 58（2018年）
- 52（2019年）
- 36（2020年 - 2022年）
- 76（2023年 - 同年途中）
- 38（2023年途中 - ）

### 登場曲
- 「the purge siren dubstep」mac pro（2019年）